# غنيمون مدبب
جنتوم مدبب (الاسم العلمي:Gnetum acutum) هو نوع من النباتات يتبع جنس الجنتوم من الفصيلة الجنتوية.